# Premis Gaudí de 2014

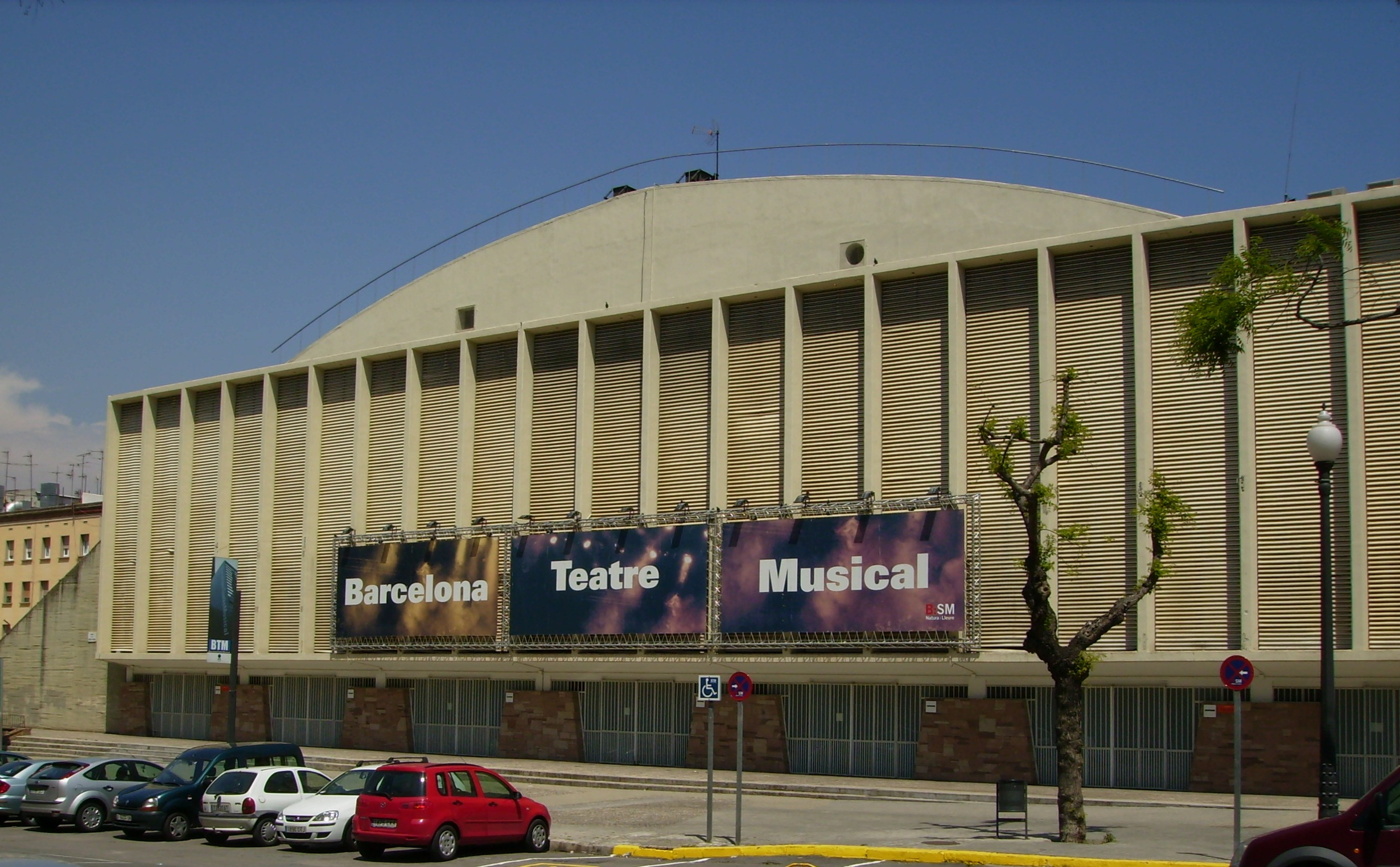
Façana del Barcelona Teatre Musical

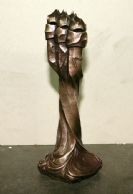
Trofeu dels premis

La sisena edició dels Premis Gaudí se celebrà el 2 de febrer de 2014 i van ser lliurats per l'Acadèmia del Cinema Català en una cerimònia presentada per Àngel Llàcer.
La pel·lícula amb més nominacions va ser Els últims dies, amb 11. En segon lloc, amb 8, van quedar els films Tots volem el millor per a ella i Fill de Caín.
Finalment, la gran triomfadora va ser La plaga, de Neus Ballús, que es va endur els principals premis: millor pel·lícula, millor director i millor guió, a més del de millor muntatge. Això vol dir que va obtenir quatre estatuetes de les cinc a què aspirava.
En nombre de guardons, va destacar Els últims dies, que assolí set de les onze nominacions que tenia, on destaca el Gaudí a la millor pel·lícula en llengua no catalana.
D'altra banda, les pel·lícules Fill de Caín (8 nominacions) i Grand Piano (6 nominacions) no obtingueren cap premi.
El premi honorífic va ésser per l'actriu Julieta Serrano i Romero.

## Candidatures
Als VI Premis Gaudí participaren 91 produccions entre llargmetratges, documentals, pel·lícules per a televisió, pel·lícules europees i curtmetratges. Per categories, 13 pel·lícules en llengua catalana (2 més que en l'edició anterior), 20 en llengua no catalana (també 2 més), 10 pel·lícules europees (la meitat que l'any anterior), 17 pel·lícules documentals (són 8 més que l'any passat), 10 curtmetratges, 9 pel·lícules per a televisió (en baixen 6 respecte a l'edició del 2013), 12 casos de participació de talent català (9 més que els 3 de l'any passat) i cap pel·lícula d'animació (en van ser 3 en l'edició de 2013).

## Nominacions
El dia 3 de gener de 2014, en un acte celebrat a la Pedrera, els actors Lluïsa Castell i Lolo Herrero van anunciar les pel·lícules finalistes de cada categoria. La pel·lícula més nominada va ser Els últims dies (11 nominacions).

## Palmarès i nominacions

### Gaudí d'Honor-Miquel Porter
- Julieta Serrano i Romero[2]

### Millor pel·lícula en llengua catalana
| Pel·lícula                      | Direcció              | Resultat   |
| ------------------------------- | --------------------- | ---------- |
| La plaga                        | Neus Ballús           | Guanyadora |
| Barcelona, nit d'estiu          | Dani de la Orden      | Nominada   |
| Fill de Caín                    | Jesús Monllaó i Plana | Nominada   |
| Tots volem el millor per a ella | Mar Coll              | Nominada   |

### Millor pel·lícula en llengua no catalana
| Pel·lícula          | Direcció            | Resultat   |
| ------------------- | ------------------- | ---------- |
| Els últims dies     | Àlex i David Pastor | Guanyadora |
| El cos              | Oriol Paulo         | Nominada   |
| El mort i ser feliç | Javier Rebollo      | Nominada   |
| Grand Piano         | Eugenio Mira        | Nominada   |

### Millor direcció
| Director            | Pel·lícula                      | Resultat   |
| ------------------- | ------------------------------- | ---------- |
| Neus Ballús         | La plaga                        | Guanyadora |
| Jordi Cadena        | La por                          | Nominat    |
| Mar Coll            | Tots volem el millor per a ella | Nominada   |
| Àlex i David Pastor | Els últims dies                 | Nominats   |

### Millor documental
| Pel·lícula                             | Direcció       | Resultat   |
| -------------------------------------- | -------------- | ---------- |
| Món petit                              | Marcel Barrena | Guanyadora |
| Bajarí                                 | Eva Vila       | Nominada   |
| Els records glaçats                    | Albert Solé    | Nominada   |
| Serrat y Sabina, el símbolo y el cuate | Francesc Relea | Nominada   |

### Millor pel·lícula d'animació
Desert. No es va presentar cap pel·lícula en aquesta categoria.

### Millor pel·lícula per televisió
| Pel·lícula                                  | Direcció                 | Resultat   |
| ------------------------------------------- | ------------------------ | ---------- |
| Carta a Eva                                 | Agustí Villaronga        | Guanyadora |
| Concepción Arenal, la visitadora de presons | Laura Mañá               | Nominada   |
| Desclassificats                             | Abel Folk i Joan Riedweg | Nominada   |
| Olor de colònia                             | Lluís M. Güell           | Nominada   |

### Millor pel·lícula europea
| Pel·lícula      | Direcció              | Resultat   |
| --------------- | --------------------- | ---------- |
| Amor            | Michael Haneke        | Guanyadora |
| Hannah Arendt   | Margarethe von Trotta | Nominada   |
| La herida       | Fernando Franco       | Nominada   |
| La vida d'Adèle | Abdellatif Kechiche   | Nominada   |

### Millor guió
| Guionista                     | Pel·lícula                      | Resultat   |
| ----------------------------- | ------------------------------- | ---------- |
| Neus Ballús i Pau Subirós     | La plaga                        | Guanyadors |
| Jordi Cadena i Núria Villazán | La por                          | Nominats   |
| Mar Coll i Valentina Viso     | Tots volem el millor per a ella | Nominades  |
| Àlex i David Pastor           | Els últims dies                 | Nominats   |

### Millor actriu principal
| Actriu       | Pel·lícula                      | Resultat   |
| ------------ | ------------------------------- | ---------- |
| Nora Navas   | Tots volem el millor per a ella | Guanyadora |
| Candela Peña | Ayer no termina nunca           | Nominada   |
| Vicky Peña   | Un berenar a Ginebra            | Nominada   |
| Ingrid Rubio | La Estrella                     | Nominada   |

### Millor actor principal
| Actor            | Pel·lícula            | Resultat  |
| ---------------- | --------------------- | --------- |
| José Sacristán   | El mort i ser feliç   | Guanyador |
| Javier Cámara    | Ayer no termina nunca | Nominat   |
| Eduard Fernández | Todas las mujeres     | Nominat   |
| David Solans     | Fill de Caín          | Nominat   |

### Millor actriu secundària
| Actriu       | Pel·lícula                      | Resultat   |
| ------------ | ------------------------------- | ---------- |
| Clara Segura | Tots volem el millor per a ella | Guanyadora |
| Carmen Machi | La Estrella                     | Nominada   |
| Maria Molins | Fill de Caín                    | Nominada   |
| Àgata Roca   | Tots volem el millor per a ella | Nominada   |

### Millor actor secundari
| Actor         | Pel·lícula                      | Resultat  |
| ------------- | ------------------------------- | --------- |
| Ramon Madaula | La por                          | Guanyador |
| José Coronado | Fill de Caín                    | Nominat   |
| Pau Durà      | Tots volem el millor per a ella | Nominat   |
| Sergi López   | Ismael                          | Nominat   |

### Millor fotografia
| Fotògraf        | Pel·lícula               | Resultat  |
| --------------- | ------------------------ | --------- |
| Daniel Aranyó   | Els últims dies          | Guanyador |
| Diego Dussuel   | La plaga                 | Nominat   |
| Sergi Gallardo  | La por                   | Nominat   |
| Jimmy Gimferrer | Història de la meva mort | Nominat   |

### Millor música original
| Compositor         | Pel·lícula             | Resultat  |
| ------------------ | ---------------------- | --------- |
| Joan Dausà         | Barcelona, nit d'estiu | Guanyador |
| Víctor Reyes       | Grand piano            | Nominat   |
| Pau Vallvé         | Món petit              | Nominat   |
| Fernando Velázquez | Els últims dies        | Nominat   |

### Millor muntatge
| Muntador                      | Pel·lícula             | Resultat   |
| ----------------------------- | ---------------------- | ---------- |
| Neus Ballús i Domi Parra      | La plaga               | Guanyadors |
| Bernat Aragonés               | Fill de Caín           | Nominat    |
| David Gallart                 | La por                 | Nominat    |
| Elena Ruiz i Albert Gutiérrez | Barcelona, nit d'estiu | Nominats   |

### Millor direcció artística
| Direcció artística                   | Pel·lícula               | Resultat  |
| ------------------------------------ | ------------------------ | --------- |
| Balter Gallart                       | Els últims dies          | Guanyador |
| Alain Bainée                         | Mindscape                | Nominat   |
| Sylvia Steinbrecht                   | 3 bodas de más           | Nominada  |
| Sebastian Vogler i Mihnea Mihailescu | Història de la meva mort | Nominats  |

### Millors efectes especials / digitals
| Candidats                                                                                | Pel·lícula      | Resultat   |
| ---------------------------------------------------------------------------------------- | --------------- | ---------- |
| Lluís Rivera, Pablo Perona, Juanma Nogales, Jon Aguirre, Manuel Ramírez i Isidro Jiménez | Els últims dies | Guanyadors |
| Lluís Castells; Lluís Rivera; David Martí i Montse Ribé                                  | El cos          | Nominats   |
| Àlex Villagrasa i Raul Romanillos                                                        | Grand piano     | Nominats   |
| Mister X, Cúbica User T38, DDT (David Martí i Montse Ribé)                               | Mama            | Nominats   |

### Millor so directe
| Candidats                                               | Pel·lícula      | Resultat   |
| ------------------------------------------------------- | --------------- | ---------- |
| Licio Marcos de Oliveira, Oriol Tarragó i David Calleja | Els últims dies | Guanyadors |
| Albert Manera, Isaac Bonfill, Oscar Grau i Marc Orts    | Fill de Caín    | Nominats   |
| Albert Manera, James Muñoz i José A. Manovel            | Grand Piano     | Nominats   |
| Albert Manera, Oriol Tarragó i David Calleja            | El cos          | Nominats   |

### Millor curtmetratge
| Curtmetratge                  | Direcció        | Resultat  |
| ----------------------------- | --------------- | --------- |
| Godka cirka (Un forat al cel) | Àlex Lora       | Guanyador |
| La gallina                    | Manel Raga      | Nominat   |
| Sequence                      | Carles Torrens  | Nominat   |
| Wings                         | José Villalobos | Nominat   |

### Millor vestuari
| Candidats                     | Pel·lícula               | Resultat    |
| ----------------------------- | ------------------------ | ----------- |
| Lourdes Pérez i Rosa Tharrats | Història de la meva mort | Guanyadores |
| Núria Anglada                 | Fill de Caín             | Nominada    |
| Patricia Monné                | Grand piano              | Nominada    |
| Olga Rodal                    | Els últims dies          | Nominada    |

### Millor maquillatge i perruqueria
| Maquillador                                   | Pel·lícula                      | Resultat   |
| --------------------------------------------- | ------------------------------- | ---------- |
| Patricia Reyes                                | Els últims dies                 | Guanyadora |
| Laura Bruy i Txus González                    | Tots volem el millor per a ella | Nominats   |
| Ana López-Puigcerver i Belén López-Puigcerver | Grand piano                     | Nominats   |
| Mariona Trias i Lluís Soriano                 | Història de la meva mort        | Nominats   |

### Millor direcció de producció
| Direcció de producció | Pel·lícula      | Resultat  |
| --------------------- | --------------- | --------- |
| Josep Amorós          | Els últims dies | Guanyador |
| Aritz Cirbián         | Otel·lo         | Nominat   |
| Oriol Maymó           | Món petit       | Nominat   |
| Ivan S. Mas           | Fill de Caín    | Nominat   |